# Rodrigo Millar
Rodrigo Javier Millar Carvajal (Arauco, 3 novembre 1981) è un ex calciatore cileno, di ruolo centrocampista.

## Biografia
Nel giugno 2009 è stato colpito dalla pandemia influenzale del 2009 (influenza suina) ma si è subito sottoposto ad un trattamento antivirale e non ci sono state conseguenze.

## Carriera
Il 22 dicembre 2012 viene annunciato il suo passaggio all'Atlas per 400.000 $ con un contratto biennale.

## Palmarès

### Club
- Campionato cileno: 4

Colo-Colo: 2007 (Apertura)
Colo-Colo: 2007, 2008, 2009 (Clausura)

### Individuale
- Calciatore cileno dell'anno: 1

2010